# 베이워치: SOS 해상 구조대
《베이워치: SOS 해상 구조대》(Baywatch)는 2017년 개봉한 미국의 액션 코미디 영화로, 1990년대 방영되어 인기를 끌었던 TV 드라마 《SOS 해상 구조대》의 리메이크 극장판 작품이다. 세스 고든 감독이 연출하고, 드웨인 존슨, 잭 에프론, 알렉산드라 다다리오, 켈리 로백, 프리양카 초프라가 출연한다. 그리고 원작 드라마의 출연진이었던 데이비드 해셀호프와 패멀라 앤더슨도 나온다.

## 출연
- 드웨인 존슨 - 미치 뷰캐넌
- 잭 에프론 - 맷 브로디
- 알렉산드라 다다리오 - 서머 퀸
- 켈리 로백 - C. J. 파커
- 프리양카 초프라 - 빅토리아 리즈
- 존 베이스 - 로니
- 일페네시 하데라 - 스테퍼니 홀든
- 야히아 압둘마틴 2세 - 가너 엘러비
- 롭 휴블 - 소프 서장
- 해니벌 버리스 - 게리
- 벨린다 페레그린
- 잭 케시
- 에이민 조지프
- 이자베우 굴라르